# 因明
因明（いんみょう、サンスクリット：हेतुविद्या hetu-vidyā）とは、インドでおこなわれていた広義の論理学を指すものの仏教での表現で、近年は仏教論理学などとも言われる。五明（声明・工巧明・医方明・因明・内明）の一つとされ、独立した分野として重視された。

## インドの論理学の特徴
論理それ自体の真理性を追求するアリストテレスに始まる西洋の論理学と異なり、インドでは各々の立場からの真理到達(輪廻からの解脱など)の妥当性を問う側面が強かったため、認識論や存在論も含めた学問として発達した。
主張（命題）の証因（「〜であるから」）についての学問である、とした仏教の態度にも見られるように、その背景には各宗派・学派によって否定されてはならないドグマが存在した（仏教では仏陀）という事情がある。仏教以外ではニヤーヤ（規則・規範 Nyāya）という語が論理学を表す語として多く用いられた。

## 古因明
ヴェーダの討論の中で発達した問答法は、『チャラカ・サンヒター』（2世紀）のような医学書にも討論・論争のマニュアルが見られるように独立した研究対象となっていった。
アクシャパーダ Akṣapāda（足目、別名ガウタマ Gautama、50年頃 - 150年頃）を開祖とするニヤーヤ (Nyāya) 学派が成立し、その根本聖典『ニヤーヤ・スートラ』 (Nyāya-sūtra) が250年頃-350年頃に編纂され、特に論争にあたって五分作法（ごぶんさほう）と呼ばれる論式が立てられた。この形式は、主張（宗）・理由（因）・実例（喩）・適合（合）・結論（結）より成る。これを古因明という。

## 新因明
論争の勝利・敗北の分析から次第に五分作法のうちの因の妥当性に関心が集中し、仏教の論理学者である陳那（ディグナーガ）により「因の三相」として集成され、インドにおいて広く承認された。
陳那は「因の三相」の確立にあたって遍充（へんじゅう）という関係概念を導入したが、それまで各々が異なるカテゴリー論や実体論を展開していたインドの各宗派は、これによって共通の論理基盤を持つことになり、陳那によってインドの論理学は大きく進歩した。また、陳那は五分作法を整理して、主張(宗)・理由(因)・実例(喩)の三支作法で足るとした。陳那の因明の特色は、論理学である比量を集大成しただけでなく、現量と呼ばれる認識の規範に、釈迦のさとりが論理を超えたものであるとして、これを組み込んだ点にもある。
陳那以降の因明を新因明という。陳那の後継者として法称（ダルマキールティ）がいる。

## 受容史
陳那とその弟子の著作は、玄奘によって中国に伝えられ、中国を経由して朝鮮や日本など東アジアにも伝えられた。中村元によれば、奈良時代にはカント哲学の二律背反の問題に当たるものが論じられていた。なお、上記の古因明やダルマキールティの因明は、文献が漢訳されず、前近代の東アジアにはほぼ伝わらなかったが、近代以降は、西洋のインド学・仏教学の方面からの再発見・再評価を受けて、盛んに研究されるようになった。
因明は、仏教外の学問（外道）とされて一段低く見られたが、ダルマキールティの写本がジャイナ教寺院から発見されたりと、インドにおいて論理学が普遍的なものとして位置づけられたことをうかがわせる。
ことにチベットの仏教では、優秀な仏教論理学者がインドから多数訪れた事もあり、東アジアには伝わらなかった仏教論理学の思想史上の本流を保存する役割を果たしたといえ、よくその伝統を伝えていて、僧侶の必須科目となっている。
東アジアにおける因明の受容史は、近現代の仏教学では長らくマイナーな研究対象だったが、2010年代から積極的に研究されるようになった。課題点としては、論理学的な研究と、文献学的、思想史的な研究は分けて行う必要性があるとの声もある。

## 関連文献
- 梶山雄一・宮坂宥勝編『講座大乗仏教. 第9巻　認識論と論理学』春秋社、新版1996年
- 木村俊彦『ダルマキールティにおける哲学と宗教』大東出版社、1998年
- 木村俊彦『ダルマキールティ宗教哲学の研究　付・ダルモーッタラ釈「ニヤーヤ・ビンドゥ」和訳』木耳社、1987年
- 本多恵訳著『ダルマキールティの「認識批判」』平楽寺書店、2005年
- 本多恵訳著『チャンドラキールティ　中論註和訳』国書刊行会、1988年
- 奥住毅訳著『中論註釈書の研究  チャンドラキールティ「プラサンナパダー」和訳』大蔵出版　1988年、新版2005年
- 岸根敏幸『チャンドラキールティの中観思想』大東出版社、2001年
- 丹治昭義『チャンドラキールティ　明らかなことば　中論釈（1．2）』関西大学出版部〈関西大学東西学術研究所訳注シリーズ〉、1988年、2006年